# Achterbergia arawak
Achterbergia arawak är en stekelart som beskrevs av Marsh 1993. Achterbergia arawak ingår i släktet Achterbergia och familjen bracksteklar. Inga underarter finns listade i Catalogue of Life.